# Bubba Wallace
Darrell “Bubba” Wallace Jr (Mobile, 8 de outubro de 1993) é um automobilista estadunidense, que compete na categoria Stock Car. Atualmente, ele compete na NASCAR Cup Series, fazendo uso de um Toyota Camry da equipe 23XI Racing. Wallace é conhecido por ser um dos pilotos afro-americanos de maior sucesso na história da NASCAR.

## Primeiros anos
Wallace nasceu em Mobile, Alabama, filho de Darrell Wallace Sr. e Desiree Wallace. Seu pai é dono de uma empresa de limpeza industrial e sua mãe é uma assistente social que prestava serviços na Universidade do Tennessee. Ele cresceu em Concord, Carolina do Norte.

## Carreira
Wallace iniciou a carreira competindo nas categorias Bandolero e Legends car racing, bem como participando de eventos automobilísticos locais, aos nove anos de idade. Em 2005, ele venceu 35 das 48 corridas das quais participou, na categoria Bandolero, naquele ano; Em 2008, ele se tornou o mais jovem piloto a vencer o Franklin County Speedway, na Virginia.

## Na mídia
Em 2017, Wallace interpretou a voz do personagem Bubba Wheelhouse na animação Carros 3, produzida pela empresa de animação digital Pixar.
Em 2022, ele foi o tema da série documental da Netflix Race: Bubba Wallace. A série de seis episódios segue a carreira de Wallace durante as temporadas de 2020 e 2021, incluindo sua vida e ativismo fora das pistas.

## Ameaça de morte
Em meados de 2020, Wallace foi ameaçado de morte. Isso teria ocorrido quando ele encontrou uma forca em sua garagem, no circuito de Talladega. O método era inicialmente utilizado pelo grupo racista Ku Klux Klan para matar negros.